# インターリーグ
インターリーグ（Interleague Play）あるいはインターカンファレンス（Interconference Play）は、北米4大プロスポーツリーグなどのレギュラーシーズンにおいて、他のリーグあるいはカンファレンスに加盟するチームどうしが対戦する交流試合のこと。
日本では交流戦と呼ばれ、NPBのセ・パ交流戦や、Bリーグの他地区戦が該当する。

## MLBのインターリーグ
1970年からNFLとNBAが、1974年からNHLがそれぞれ2カンファレンス制となり、当初からインターカンファレンスを導入している一方、1901年から2リーグ制のMLBは1996年までインターリーグを導入していなかった。導入についての議論は早くからあったが、アメリカンリーグとナショナルリーグにおける文化の違い、DH制度の有無、対抗意識などから導入は困難とされていた。
しかし、1994年から1995年のMLBストライキによってファンの野球離れが深刻になったことを背景に、交流試合（インターリーグ）の開催要望が多く寄せられるようになり、1997年に新規ファンの開拓を目指して両リーグの東地区どうし、中地区どうしはどちらかのホームで3試合の計15試合、西地区どうしのみホームとビジター各2回ずつ4試合計16回試合のインターリーグが実現した。
これで「サブウェイ・シリーズ」（ニューヨーク・メッツ vs ニューヨーク・ヤンキース）や「ウィンディシティ・ショーダウン」（シカゴ・カブス vs シカゴ・ホワイトソックス）、更には「フリーウェイ・シリーズ」（ロサンゼルス・ドジャース vs ロサンゼルス・エンゼルス）、「I-70シリーズ」（セントルイス・カージナルス vs カンザスシティー・ロイヤルズ）、「ベイブリッジ・シリーズ」（サンフランシスコ・ジャイアンツ vs オークランド・アスレチックス）、「シトラスシリーズ」（マイアミ・マーリンズ vs タンパベイ・レイズ）など、本拠地が同じ都市や州のチームによる直接対決も実現し、これまでワールドシリーズでしか実現できなかった魅力ある好カードを提供し、野球ファンの共感を集めることに成功した。
2001年からは、他リーグ・同地区との対戦以外にも他リーグ・他地区との対戦（例：アメリカンリーグ・東地区のチーム vs ナショナルリーグ・西地区のチームなど）も行われるようになった。
2013年シーズンよりヒューストン・アストロズがアメリカンリーグに移籍したことにより両リーグ共に奇数の15チームとなったため、各節最低1カードはインターリーグが組まれるようになった。また、この年より1チームごとのインターリーグの試合数は20試合となった。
ここまでの制度では、他リーグの全チームとは対戦しない方式となっていた。特に、本拠地が同じ都市や州のチームどうしの対戦は歴史的な因縁などで観客動員増が期待できるため、これらのカードが毎年優先的にホームとビジターで計6試合行われていた（後述）。一方で、他のチームとは年度によって対戦が無かったり、遠方のチームとは一切試合が組まれないという方式だった。これはインターリーグ開催に至る経緯に伴い、興行面での効果を最優先としていることや、2012年まで両リーグで球団数に差異があったこと、さらにチーム数が多く国土も広大な米国で全ての組み合わせを網羅した交流戦を行うとなると選手・球団やファンに多大な負担を強いかねないことも要因のひとつとして挙げられる。しかし、このような不均等な対戦方式に対して改善を求める意見も少なからずあった。
2023年からは、各チームが同一シーズン中に全球団と基本3試合、各チームに定められた「地理的なライバル」(Natural Rival) とは4試合対戦する方式となり、1チームごとのインターリーグの試合数が計46試合に増加した。
2025年からは、「地理的なライバル」との対戦数を6試合へ増やし、1チームごとのインターリーグの試合数が計48試合に増加した。

### 代表的な対戦
地理的なライバル
- ニューヨーク・メッツ vs ニューヨーク・ヤンキース - サブウェイ・シリーズ
- フィラデルフィア・フィリーズ vs トロント・ブルージェイズ
- ワシントン・ナショナルズ vs ボルチモア・オリオールズ - ベルトウェイ・シリーズ
- アトランタ・ブレーブス vs ボストン・レッドソックス - 1952年までボストンどうし。
- マイアミ・マーリンズ vs タンパベイ・レイズ - シトラス・シリーズ。フロリダ州どうし（同州名産の柑橘類にちなむ）。
- ピッツバーグ・パイレーツ vs デトロイト・タイガース
- シンシナティ・レッズ vs クリーブランド・ガーディアンズ - オハイオ・カップ（バトル・オブ・オハイオ）。オハイオ州どうし。
- シカゴ・カブス vs シカゴ・ホワイトソックス - クロスタウン・クラシック（ウィンディシティ・ショーダウン）
- ミルウォーキー・ブルワーズ vs ミネソタ・ツインズ - ボーダー・バトル
- セントルイス・カージナルス vs カンザスシティ・ロイヤルズ - I-70シリーズ（ショウミーシリーズ）。ミズーリ州（別名：ショウミーステイト）どうし。
- コロラド・ロッキーズ vs ヒューストン・アストロズ
- アリゾナ・ダイヤモンドバックス vs テキサス・レンジャーズ
- サンディエゴ・パドレス vs シアトル・マリナーズ
- ロサンゼルス・ドジャース vs ロサンゼルス・エンゼルス - フリーウェイ・シリーズ
- サンフランシスコ・ジャイアンツ vs オークランド・アスレチックス - 2024年までベイブリッジシリーズの呼称があった。ラスベガス移転（2028年）を予定しているアスレッチックスは2025年から暫定的にウェストサクラメントへ移転した。

過去
- モントリオール・エクスポズ（現：ワシントン・ナショナルズ） vs トロント・ブルージェイズ - オーカナダダービー（2004年まで）。エクスポズのワシントンD.C.移転により終了。
- フィラデルフィア・フィリーズ vs ボルチモア・オリオールズ（2004年まで）。同上による組み換えにより終了。
- ヒューストン・アストロズ vs テキサス・レンジャーズ - ローンスターシリーズ（2012年まで）。アストロズのアメリカンリーグ転属によりインターリーグとしては終了したが、同リーグ同地区の対戦として続いており、対戦数も増加している。テキサス州（別名：ローンスターステイト）どうし。

### 各年度の結果
| 年     | 総試合数 | ア・リーグ 勝数 | ナ・リーグ 勝数 |
| ------ | -------- | --------------- | --------------- |
| 1997年 | 214      | 97              | 117             |
| 1998年 | 224      | 114             | 110             |
| 1999年 | 251      | 116             | 135             |
| 2000年 | 251      | 136             | 115             |
| 2001年 | 252      | 132             | 120             |
| 2002年 | 252      | 123             | 129             |
| 2003年 | 252      | 115             | 137             |
| 2004年 | 252      | 127             | 125             |
| 2005年 | 252      | 136             | 116             |
| 2006年 | 252      | 154             | 98              |
| 2007年 | 252      | 137             | 115             |
| 2008年 | 252      | 149             | 103             |
| 2009年 | 252      | 138             | 114             |
| 2010年 | 252      | 134             | 118             |
| 2011年 | 252      | 131             | 121             |
| 2012年 | 252      | 142             | 110             |
| 2013年 | 300      | 154             | 146             |
| 2014年 | 300      | 163             | 137             |
| 2015年 | 300      | 167             | 133             |
| 2016年 | 300      | 165             | 135             |
| 2017年 | 300      | 160             | 140             |
| 2018年 | 300      | 142             | 158             |
| 2019年 | 300      | 134             | 166             |
| 2020年 | 298      | 149             | 149             |
| 2021年 | 300      | 167             | 133             |
| 2022年 | 300      | 152             | 148             |
| 通算   | 6962     | 3634            | 3328            |

通算成績は2022年度終了時点。ただし日本における交流戦とは異なり、インターリーグにおいての優勝チーム決定制度、最高勝率チーム・勝利リーグに対する表彰制度、勝利リーグに対するドラフト優先指名権付与は一切存在しない。

## NFLのインターカンファレンス
NFLにおいては、NFCとAFCの間においてインターカンファレンスが行われている。
別カンファレンスの1ディビジョン内4チームと、1試合ずつの総当りで対戦する。相手ディビジョンは4年周期で変わる。

## NPBの交流戦

### セ・パ交流戦
日本野球機構（NPB）ではセントラル・リーグとパシフィック・リーグにそれぞれ加盟するチームどうしが対戦するセ・パ交流戦が2005年から行われている。

### 二軍交流戦
二軍のイースタン・リーグとウエスタン・リーグの交流戦も2005年から始まった。これは大阪近鉄バファローズが合併により消滅し、東北楽天ゴールデンイーグルスが新規参入したことにより、イースタンが7チーム、ウエスタンが5チームといずれも奇数チームで行われることになり、必ず1チームずつ試合が組まれないケースが生じる事を考慮して行われるもの。
一軍の交流戦と違う点としては、全てのチームとの総当りではないため、随時対戦カードを決めて行われる。なお交流戦の成績（チーム、個人賞）は、一軍と同様にそれぞれのリーグ戦の成績にそのまま反映される。
2007年からイースタン・リーグ チャレンジ・マッチが開催されているため、ウエスタンとの交流戦の試合数は激減している。
なお、2011年からイースタン・ウエスタンのそれぞれの同一リーグ間の試合数（イースタン・18回総当り108試合、ウエスタン・26回総当り104試合）を維持し、これにプラスして交流戦を随時行うことになった。従来どおり全部との総当りではなく随時対戦カードを決めて行うこと、また交流戦の成績はそのままリーグ戦にも反映されることには変更がなく、同一リーグ間の試合+交流戦の試合の成績の合計（チーム優勝は勝率順）で争うことになる。特に、5月のセ・パ交流戦前後には宮崎県を舞台とした「みやざきサンシャインシリーズ」と銘打った交流戦の集中開催がある。
また、独立リーグのBCリーグとの交流戦を開催している。詳細はベースボール・チャレンジ・リーグ#他のリーグとの連携を参照。

## Bリーグの交流戦
ジャパン・プロフェッショナル・バスケットボールリーグ（Bリーグ）は東・中・西の3地区に分けられており、初年度の2016-17シーズンは各クラブ60試合のうち、他地区12チームと2回戦総当たりで行っていたが、2017-18シーズンからは「2回戦総当たり+6試合」に変更される。
Bリーグの前身のひとつ日本プロバスケットボールリーグ（bjリーグ）においては、東西カンファレンス制に移行された2007-08シーズンより実施。2007-08シーズンは1対戦につき2試合ホーム・アンド・アウェーで行われたが、球団数が増えた2008-09シーズンからは1対戦につきどちらか一方のホームで2試合開催されていた。